# Чумаков, Василий Ильич
Васи́лий Ильи́ч Чумако́в (17 января 1927, Гороховский, Вёшенский район, Северо-Кавказский край, СССР — 23 октября 2011, Вёшенская, Шолоховский район, Краснодарский край, Россия) — фотожурналист, фотокорреспондент Вёшенской районной газеты «Советский Дон», создатель фотолетописи жизни донского писателя Михаила Александровича Шолохова. Участник Великой Отечественной войны. Награждён орденом Отечественной войны II степени и 12 медалями, в том числе медали «За взятие Берлина», «К 100-летию М. А. Шолохова». Заслуженный работник культуры РСФСР, член Союза журналистов СССР, лауреат премии Союза журналистов РСФСР. Почётный гражданин станицы Вёшенской.

## Жизнь и творчество
Родился Василий Ильич 17 января 1927 года в хуторе Гороховском Вёшенского района Северо-Кавказского края. Работал бухгалтером в Вёшенском госбанке. В 1944 году ушёл добровольцем на войну. Василий Чумаков окончил специальную школу аэрофотослужбы при штабе 16-й воздушной армии. Василий Ильич участвовал в штурме Берлина. Затем служил семь лет в Германии на срочной службе, потом в Ленинградском военном округе, звание — гвардии старшина. В 1960 году вернулся на Дон. Василий Ильич в 1960—1991 годах работал в станице Вёшенской фотокорреспондентом Вёшенской районной газеты «Советский Дон». В. И. Чумаков впервые фотографировал Михаила Шолохова 8 января 1963 года в зрительном зале Дома культуры станицы Вёшенской на премьерном показе фильма «Когда казаки плачут» (режиссёр Евгений Александрович Моргунов). Первая встреча и беседа Чумакова с Михаилом Шолоховым состоялась 26 января 1964 года, Василий Ильич вспоминал:

День 26 января 1964 года запомнился мне на всю жизнь: я впервые разговаривал с Михаилом Александровичем Шолоховым, впервые был в его доме. <…> Михаил Александрович вёл себя чрезвычайно просто, задавал понятные вопросы, много шутил.
Василий Ильич Чумаков более 20 лет создавал фотолетопись жизни Михаила Шолохова. Он фотографировал встречи донского писателя М. А. Шолохова в Вёшенской с английским писателем Ч. Сноу и его супругой, писательницей П. Джонсон (1963), с делегацией Кировского завода (1964, 1965), с работниками культуры ГДР, с сотрудниками Шведского телевидения (1965), с Ю. А. Гагариным и делегацией молодых писателей СССР, Болгарии, Венгрии, Польши, Колумбии, ГДР (1967), Заслуженной артисткой Грузинской ССР В. Майсурадзе (1970), с писателями А. В. Калининым и А. В. Сафроновым (1971), с послом Монголии в СССР Х. Банзрагча при вручении Шолохову ордена Сухе-Батор (1975), с маршалом авиации СССР А. Н. Ефимовым (1982), с генералом бронетанковых войск Болгарии П. Недялковой (1982), с космонавтами Г. Ивановым (Болгария), Н. Рукавишниковым (1983) и многими другими известными лицами.
Его снимки были напечатаны в газете «Советский Дон», а также в областных, краевых, республиканских и центральных газетах и журналах, во многих книгах и альбомах: «Сельская жизнь», «Литературная газета», «Молот», «Огонёк», «Нева», «Волга», «Дон», «Советское фото», «Советская авиация», «Енисей», в болгарской и чехословацкой прессе.
В. И. Чумакову было присвоено звание заслуженного работника культуры РСФСР (22 августа 1979 года) и лауреата премии Союза журналистов РСФСР.
В Ростове-на-Дону (1975, 1995), в Новочеркасске (1975) в станице Вёшенской (1975, 1995) прошли персональные фотовыставки Василия Чумакова, которые посвящены были жизни и творчеству Михаила Шолохова.
Две тысячи фотоснимков и пять тысяч негативов, на которых запечатлён писатель М. А. Шолохов Чумаков передал Государственному музею-заповеднику М. А. Шолохова.
Василию Ильичу задавали вопрос, какой снимок Михаила Шолохова самый любимый, на этот вопрос он ответил так:

Самым удачным в работе был 1967 год. Все снимки и клише получались хорошими. А один из самых удачных снимков я сделал во время беседы Михаила Александровича с кавалером трёх орденов Славы Иваном Максимовичем Живых из Ушаковки.
Писатель Михаил Андреевич Андриасов говорил:

Огромное спасибо Василию Ильичу Чумакову. Его снимки будут жить века. Замечательное искусство его поможет нашим потомкам зримо увидеть гениального сына Тихого Дона — Шолохова…
Скончался Василий Ильич 23 октября 2011 года в станице Вёшенской.

## Награды
- Орден Отечественной войны II степени.
- Медаль «За взятие Берлина».
- Памятная медаль «К 100-летию М. А. Шолохова».
- Заслуженный работник культуры РСФСР.